# ATR (TV-kanal)
ATR (ryska: АТР) är en TV-kanal som sänder från Kiev i Ukraina. Den var tidigare en lokal TV-kanal på Krim som grundades av affärsmannen Lenur İslâmov som den första tv-kanalen avsedd för krimtatarerna och började sina marksändningar 1 september 2006. och 2012 via satellit. ATR sände huvudsakligen på ryska och krimtatariska, och var baserad i Simferopol. ATR slutade att sända från Krim 1 april 2015 sedan de ryska myndigheter ett år efter annekteringen inte gav tv-bolaget sändningstillstånd.